# Gnaphosa alpica
Gnaphosa alpica är en spindelart som beskrevs av Simon 1878. Gnaphosa alpica ingår i släktet Gnaphosa och familjen plattbuksspindlar. Inga underarter finns listade i Catalogue of Life.